# Готварска рецепта
Вижте пояснителната страница за други значения на Рецепта.
Рецептата в готварството е набор от инструкции за приготовлението на дадено ястие. Професионалните рецепти се разработват от специалисти – технолози по хранително-вкусова промишленост, които взимат предвид не само вкусовите качества на продуктите, но и техните биологични и химични свойства.
Най-често готварската рецепта съдържат информация относно:
- Необходими хранителни продукти, в техните количества и пропорции;
- Списък от действия, които се извършват в определена последователност;
- Брой порции от ястието;
- Време за неговото приготовление.

По-подробните или по-специфични в изпълнението си рецепти могат също така да съдържат указания за необходимата готварска техника и посуда. Някои рецепти допълнително информират за трайността на дадено ястие след приготовлението. Често рецептите са придружени и от съвети как ястието да се сервира и комбинира с напитки.
Някои рецепти предоставят информация и за географския регион или етнографска група, за които те са характерни, както и за етимологията на името им.
За определяне на количествата от продуктите освен мерки като грам, килограм, литър и т.н. често се използват и готварски мерки и теглилки, като щипка, чаена чаша, чаена лъжичка и т.н. При рецепти, зададени в такива мерки, могат да се получат някои различия в крайния резултат, още повече, че някои рецепти позволяват добавянето на определени хранителни продукт или подправки „на вкус“ или „на око“ (например „брашно, колкото поеме“). Успехът на много рецепти, обаче, зависи именно от спазването на указаните пропорции и последователност от действия.